# Sympathy for Delicious
Pour plus de détails, voir Fiche technique et Distribution.
Sympathy for Delicious est un film américain réalisé par Mark Ruffalo, sorti en 2010.

## Synopsis
Dean, surnommé "Delicious", est un DJ prometteur. Mais à la suite d'un accident de moto, il devient paraplégique. Ayant tout perdu, il vit dans sa voiture dans le quartier de Skid Row, « habités » par les clochards de Los Angeles. Après une cérémonie religieuse, Dean s'aperçoit qu'il a le pouvoir de guérir par le magnétisme. Il ne peut cependant que guérir les autres, ce pouvoir n'ayant aucun effet sur lui-même. Dean devient alors un héros local, notamment dans la mission du Père Joe Roselli. Contre l'avis du religieux, Dean décide d’utiliser ce don pour en tirer de la gloire et de l'argent...

## Fiche technique
- Titre : Sympathy for Delicious
- Réalisation : Mark Ruffalo
- Scénario : Christopher Thornton

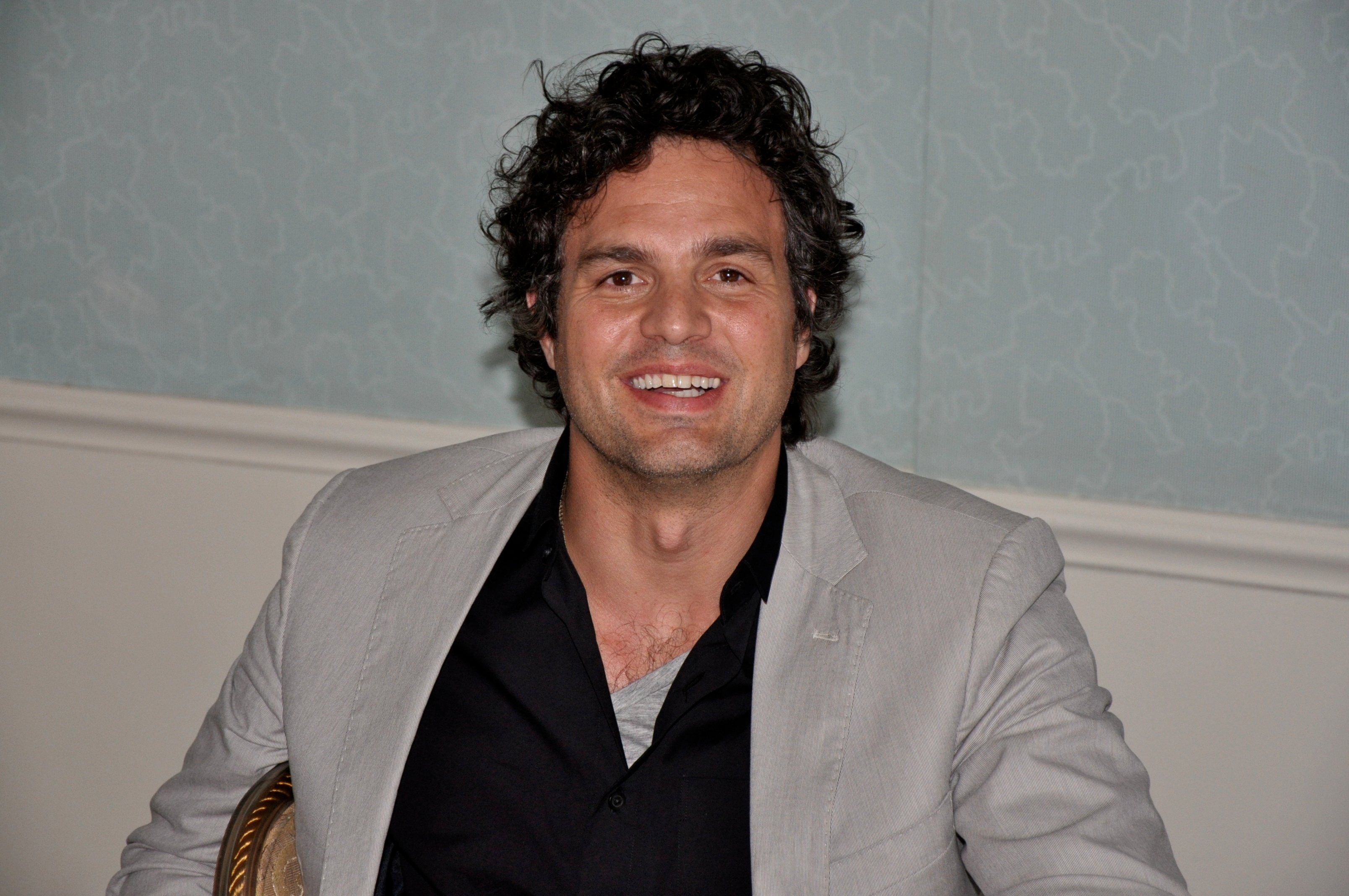
L'acteur et le réalisateur Mark Ruffalo au New York Film Festival 2009.

- Directeur de la photographie : Chris Norr
- Montage : Pete Beaudreau
- Distribution des rôles : Heidi Levitt
- Création des décors : Michael Grasley
- Direction artistique : Michael Hersey
- Décorateur de plateau : Gregory S. Webb
- Création des costumes : Erin Benach
- Producteurs : Scott Prisand, Mark Ruffalo, Andrea Sperling, Christopher Thornton et Matt Weaver
- Coproducteurs : Jeff Davis, Andrew Renzi et Israel Wolfson
- Producteur associé : Tom Pellegrini
- Producteur exécutifs : Marc Bell, Mike Crawford, Barry Habib, Joanne Jacobson, Dean M. Leavitt, Marcelo Paladini, Gina Resnick, Michael Roban et Robert Stein
- Sociétés de production : Corner Store Entertainment, Crispy Films et Volume One Entertainment
- Distribution :

 États-Unis : Maya Entertainment
 France : Films sans Frontières
- Format : 2.35:1 - 35 mm (anamorphose) - Tourné en couleur
- Pays :  États-Unis
- Genre : comédie dramatique
- Durée : 96 minutes
- Dates de sortie en salles :
  -  États-Unis : 27 janvier 2010 (Festival du film de Sundance)
  -  États-Unis : 29 avril 2011 (sortie limitée)
  -  France : 8 mai 2013

## Distribution
- Christopher Thornton : « Delicious » Dean O'Dwyer
- Orlando Bloom : The Stain
- Juliette Lewis : Ariel Lee
- Mark Ruffalo : Père Joe Roselli
- Laura Linney : Nina Hogue
- John Carroll Lynch : Healer
- Noah Emmerich : Rene Faubacher
- Robert Wisdom : Prendell

## Production

### Casting
James Franco devait tenir le second rôle, mais il est finalement remplacé par Orlando Bloom peu de temps avant le début du tournage.

### Tournage
Le film a été tourné à Los Angeles entre le 5 janvier 2009 et 28 février 2009.

## Récompense
- 2010 : Grand prix spécial du jury au Festival de Sundance[4]